# Tamara Monserrat
Tamara Monserrat (Palma, 29 de desembre de 1983) és una actriu mexicana de cinema i la televisió, principalment coneguda pel seu paper en diverses telenovel·les.

## Biografia
Nascuda a Palma, Monserrat és la filla de l'empresari mallorquí Jaime Monserrat. Monserrat va començar la seva carrera com a actriu al Centre de Formació Actoral de la Televisió Asteca a Mèxic i ha pres diversos cursos d'interpretació a l'escola d'actors de l'actriu Patricia Reyes Spíndola.
Va debutar com a actriu en 2002 en la telenovel·la Por tí. En 2005 va obtenir el seu primer paper de protagonista a Telemundo, en la telenovel·la Los Plateados protagonitzada juntament amb Mauricio Islas, Dominika Taujana i Humberto Zurita.

## Filmografia
| Any  | Obra                            | Paper                                   | Notes        |
| ---- | ------------------------------- | --------------------------------------- | ------------ |
| 2007 | Shirgo (La leyenda del Cagalar) | Regina                                  |              |
| 2005 | Los Plateados                   | Camila Castañeda                        | protagonista |
| 2004 | Mirada de mujer: El regreso     | Lorenza                                 | actriu       |
| 2004 | Belinda                         | Ana Belén "Anabela" Arismendi Fuenmayor | antagonista  |
| 2003 | Enamórate                       | Consuelo                                | antagonista  |
| 2003 | Lo que es el amor               | Amparo                                  | actriu       |
| 2002 | Por ti                          | Helena                                  | antagonista  |